# 帕尔梅托 (佛罗里达州)
帕尔梅托（英語：Palmetto），是美国佛罗里达州馬納提縣下属的一座城市。建立于1897年。面积约为11.5平方公里（约合4.4平方英里）。根据2010年美国人口普查，该市有人口12,606人。论人口在本州排行第141。